# Katedra świętego Wawrzyńca w Trogirze
Katedra świętego Wawrzyńca w Trogirze – rzymskokatolicki kościół znajdujący się w Trogirze. Jest to romańsko-gotycka trójnawowa bazylika na terenie dzisiejszej Chorwacji. Jest ona wpisana na listę UNESCO jako część historycznego miasta Trogir.

## Historia
Budowa katedry rozpoczęła się w 1213 roku, za czasów panowania węgierskiego i zakończyła w XVII wieku. Była ona zbudowana w miejscu poprzedniego kościoła, który został zburzony w czasie najazdu saracenów w 1123 r. W katedrze pochowany jest św. Jan z Trogiru, patron miasta. Jan był biskupem Trogiru, który brał udział w misji dyplomatycznej pokojowego przekazania miast dalmackich królowi Kolomanowi, po jego skutecznym podboju Chorwacji. Katedra została w większości ukończona już w XIII wieku, dlatego jej dominującym stylem jest styl romański.

## Architektura
Kościół ten jest przykładem przenikania się stylów architektonicznych od romańskiego po renesansowy.
Romańską częścią świątyni jest jej bryła zewnętrzna wraz z jednym z arcydzieł chorwackiej sztuki: portalem mistrza Radovana. Jest on podzielony na dwie części tematyczne, górną oraz dolną. Górna ukazuje rzeźby oparte na historiach ewangelicznych. Centralna scena górnej części znajduje się na lunecie nad wejściem, jest to scena narodzin Chrystusa. Na łuku pośrodku scena ta jest kontynuowana, można zobaczyć anioły patrzące z radością na narodziny. Na najbardziej zewnętrznym łuku znajdują się sceny z życia Chrystusa od zwiastowania do zmartwychwstania. Z kolei w dolnej części od wewnętrznej strony pojawiają się sceny związane z codziennym życiem mieszkańców miasta, dalej wyrzeźbione są wizerunki świętych. Z zewnątrz po obu stronach znajdują się rzeźby dwóch lwów, depczących węże. Na lwach stoją Adam i Ewa. Mistrz Radovan w górnej części wyrył swoje imię oraz datę skończenia portalu.
Gotycką częścią świątyni jest sklepienie kolebkowe nawy głównej oraz rozety znajdujące się w fasadzie Katedry. Ważnym obiektem jest gotycka dzwonnica z okiennicami drugiego piętra wzorowanymi na gotyku weneckim. Na początku XV wieku dobudowano także późnorenesansową kaplicę świętego Wawrzyńca. W 1331 r. powstało cyborium na planie kwadratu osadzone na czterech kolumnach, z podwójnym baldachimem na planie ośmiokąta zdobione przez akroterion przedstawiający scenę zwiastowania. Zostało one wykonane przez anonimowego mistrza Maura.
Najlepszym przykładem renesansowego stylu w katedrze jest kaplica św. Jana z Trogiru. Została ona wykonana w latach 1468–1482 przez Niccolò di Giovanni Fiorentino oraz Andrea Alessiego. Kaplica ta jest wzorowana na świątyni Jowisza z Pałacu Dioklecjana w Splicie i cechuje się harmonią architektoniczno-rzeźbiarską. Posiada ona kolebkowe kasetonowe sklepienie, które zostało zbudowane bez użycia podpór i przęseł. W kasetonach znajdują się rzeźby głów aniołów. Pośrodku sklepienia wyrzeźbiona jest postać Boga Ojca trzymającego kulę ziemską. Po bokach we wnękach znajdują się figury 12 apostołów. Na środku w kaplicy stoi nagrobek świętego Jana, wokół nagrobka znajdują się rzeźby dwóch aniołów. Z tego okresu pochodzi także baptysterium zaprojektowane przez Andrea Alessiego. Łączy ono sztukę gotycką oraz renesansową, szczególnie ciekawe jest kasetonowe sklepienie oparte o ostrołuk sklepienny. Artysta na ścianach stosuje pilastry zainspirowane porządkiem korynckim.

## Galeria

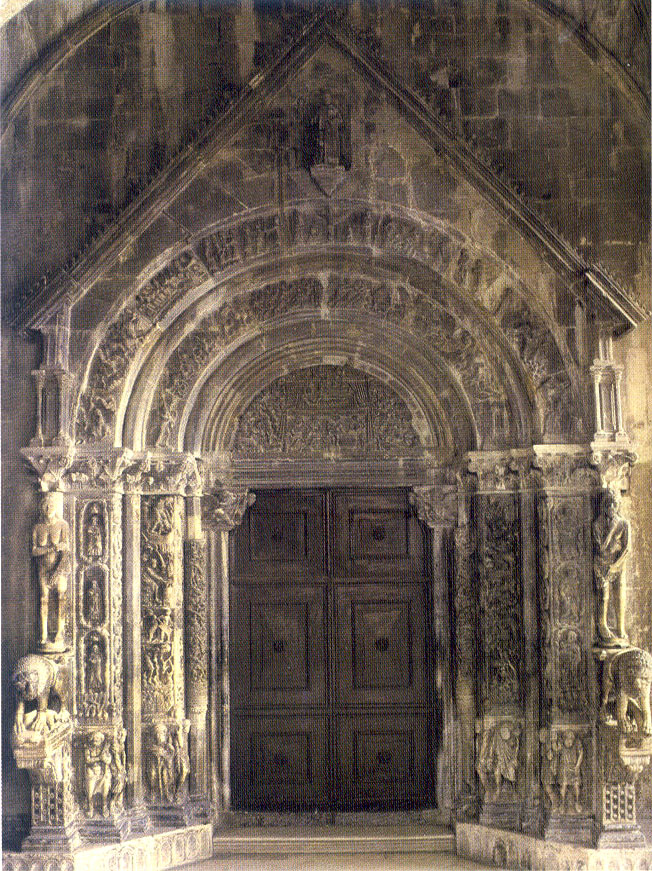
Portal mistrza Radowana- przed renowacją
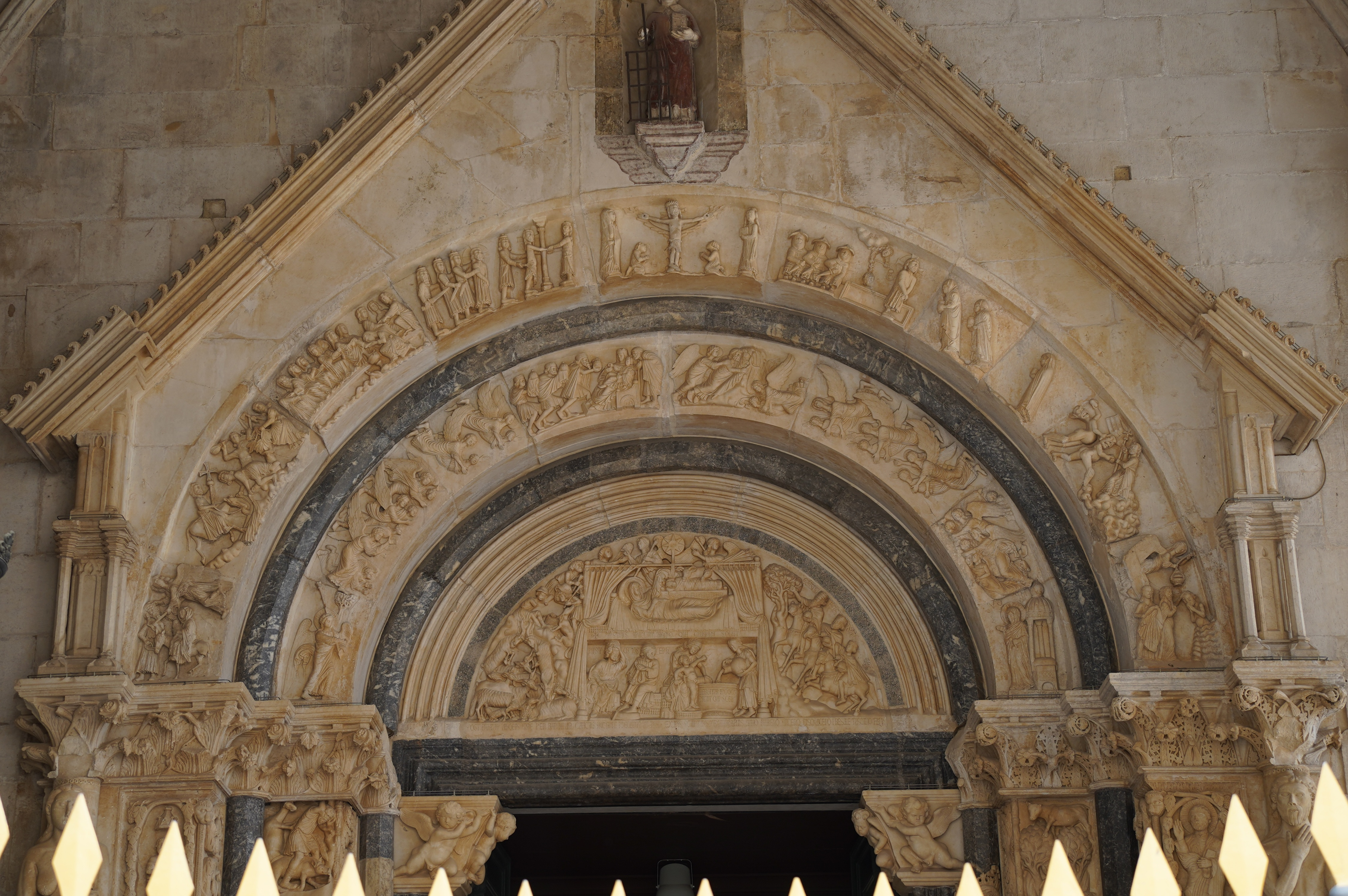
Portal mistrza Radovana – po renowacji
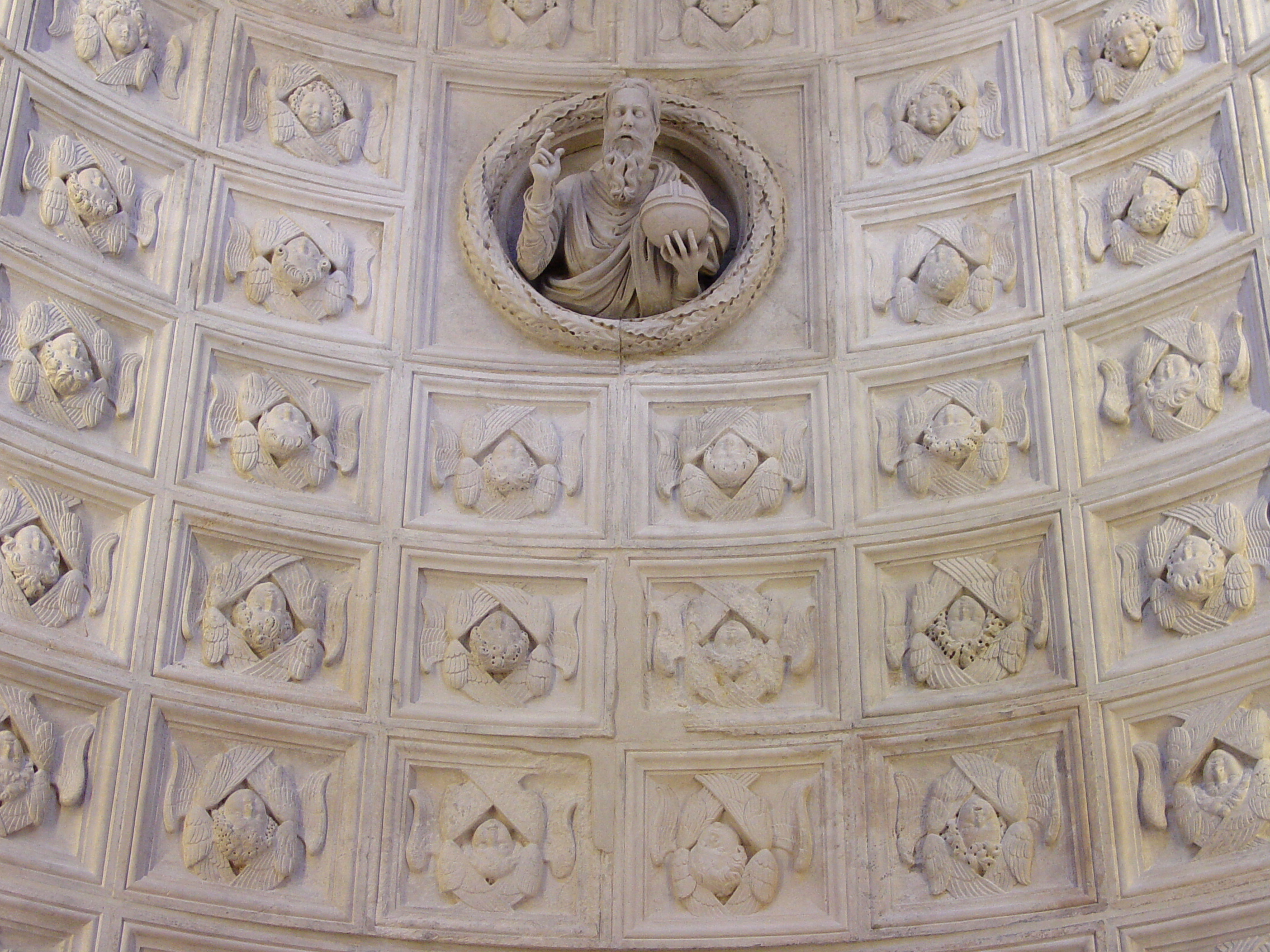
Sklepienie kaplicy św Jana z Trogiru
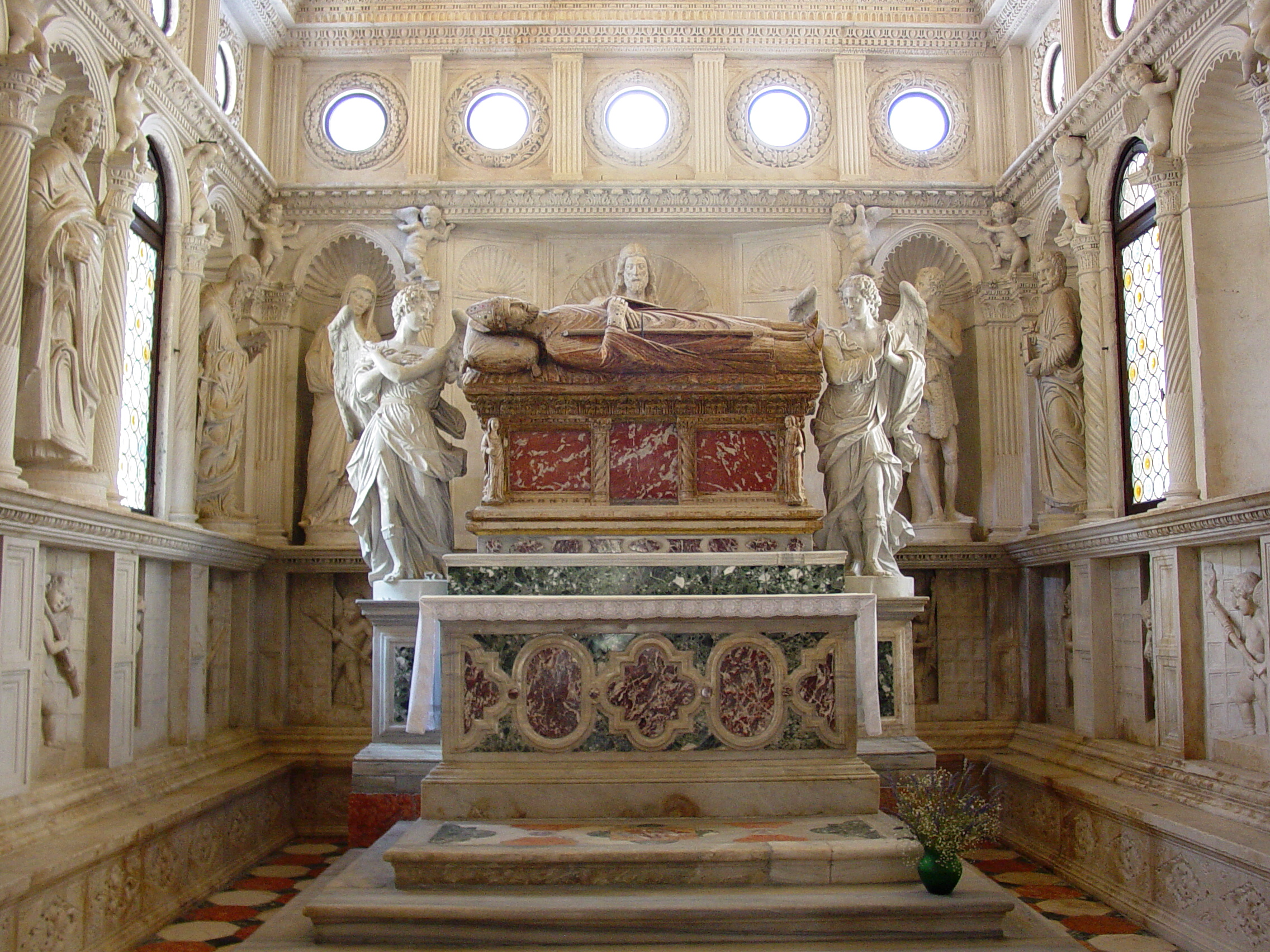
Kaplica św. Jana z Trogiru
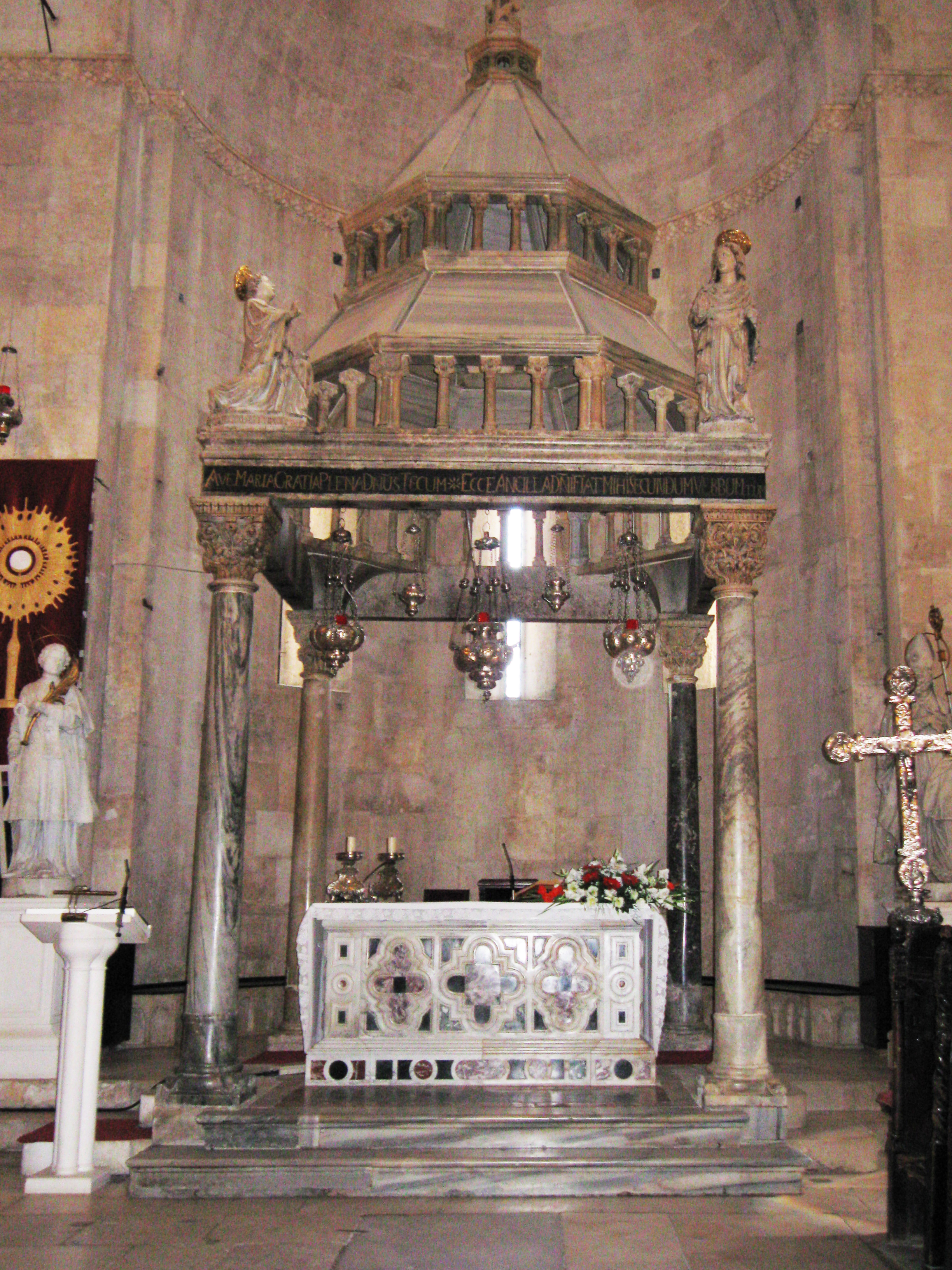
Cyborium z 1331 r.
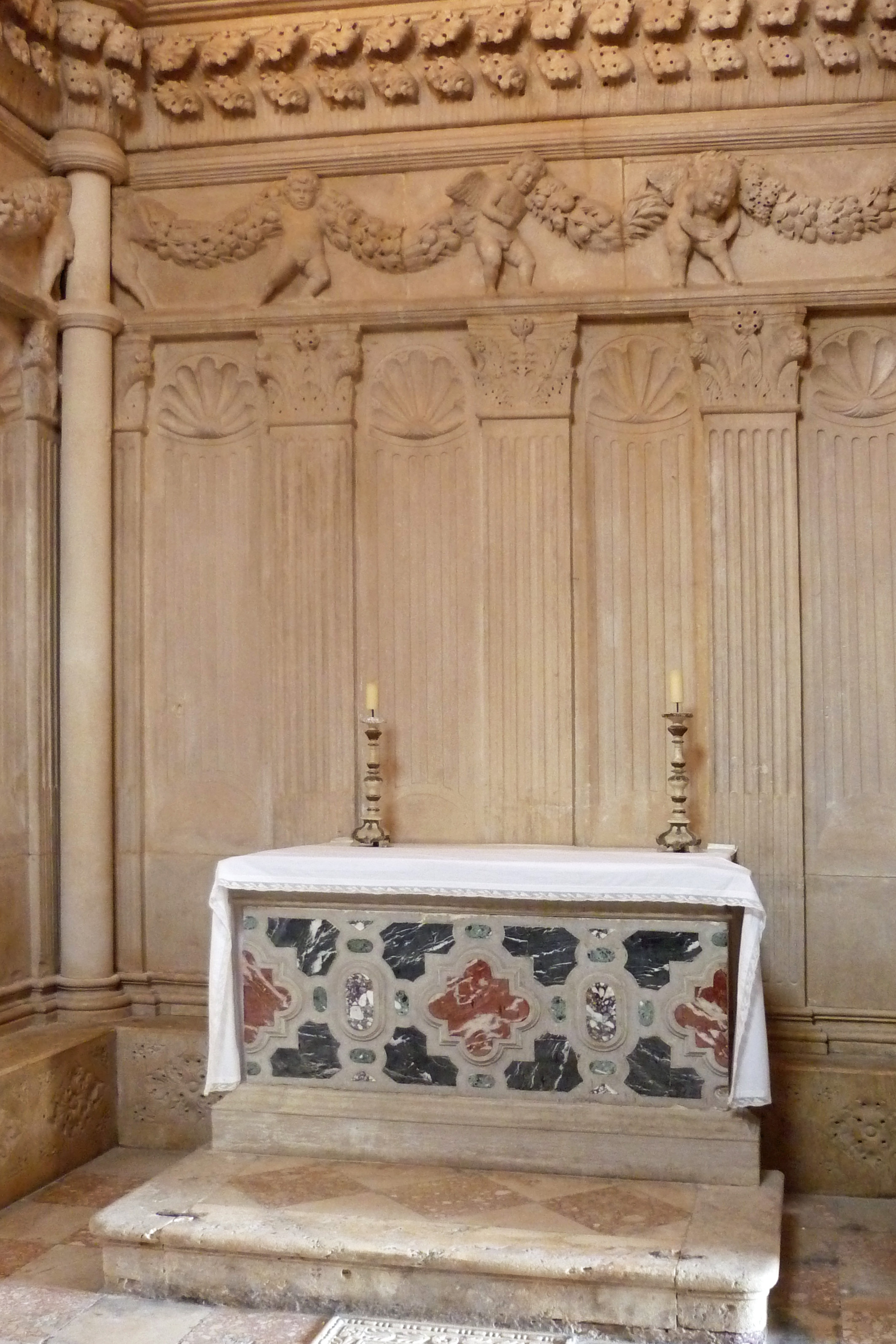
Baptysterium